# خضمة بامعمر (الضليعة)
'

تعديل مصدري - تعديل

خضمة بامعمر هي إحدى قرى عزلة الضليعة بمديرية الضليعة التابعة لمحافظة حضرموت، بلغ تعداد سكانها 108 نسمة حسب تعداد اليمن لعام 2004.